# Gardiner Expressway
La Frederick G. Gardiner Expressway, comunemente nota come Gardiner Expressway o semplicemente la Gardiner, è una superstrada municipale parzialmente sopraelevata di Toronto, Ontario, Canada. Costeggiando la riva del lago Ontario, si estende dalle pendici della Don Valley Parkway (DVP) a est, appena oltre la foce del fiume Don, fino all'incrocio tra dell'Ontario Highway 427 con la Queen Elizabeth Way (QEW) a l'ovest, per una lunghezza totale di 18,0 km. A est di Dufferin Street, appena ad est del fiume Don, la carreggiata è sopraelevata per una lunghezza di 6,8 km, rendendola ufficiosamente il ponte più lungo dell'Ontario. Corre sopra Lake Shore Boulevard a est di Spadina Avenue.
L'autostrada prende il nome dal primo presidente dell'ormai defunto Metro Council, Frederick G. Gardiner. La sezione a sei corsie a est del fiume Humber è stata costruita in più fasi dal 1955 al 1964 dal governo metropolitano di Toronto con fondi provinciali. La sezione a dieci corsie a ovest dell'Humber faceva precedentemente parte del QEW. La Gardiner Expressway è interamente di proprietà e gestita dalla città di Toronto.
L'autostrada è stata descritta come "un'autostrada obsoleta, fatiscente e spesso congestionata dal traffico". In particolare per la parte sopraelevata, le cui condizioni si sono deteriorate nel corso degli anni, a metà degli anni '90 sono stati effettuati ampi interventi di ripristino, in concomitanza con un importante sviluppo commerciale e residenziale dell'area adiacente. A causa della sua capacità limitata e dell'elevato costo di manutenzione, la Gardiner è stato oggetto di diverse proposte di demolizione o o di interramento. in quest'ultimo caso anche con l'obiettivo di rivitalizzazione il tratto del lungomare cittadino. La sezione a est del fiume Don è stata demolita nel 2001, mentre nel 2018 il fuori rampa per York/Bay/Yonge Streets è stata sostituita da un fuori rampa per Lower Simcoe Street, mentre il segmento a est di Jarvis Street fino al fiume Don è stato reso più rettilineo.